# Крістіан Сигізмунд Вермут
Вермут Крістіан Сигізмунд (16 грудня 1661 — 3 грудня 1739) німецький медальєр і різьбяр монетних штемпелів епохи бароко, набув звання «Імператорського привілейованого, а також королівського прусського та княжого саксен-готського медальєра». Заснував власну школу штампування, з якої вийшли багато відомих майстрів-медальєрів. Працював пр дворах Фрідріха II (герцога Саксен-Гота-Альтенбурзький) та Август III (король Польщі, великого князя Литовськиого і Великого князя Руського)

## Біография
Народився 16 грудня 1661 року у місті Альтенбург. Навчався під керівництвом медальєра Е.К. Дюрра гравера, майстри меццо-тінто І. П. Піхлера. 
В 1686 він був призначений гравером на Монетному дворі в Готію, у 1688 - придворним медальєром герцогського будинку Саксонії (гілка Ернестини), з 1699 року отримав імператорський дозвіл карбувати медалі у своєму власному будинку. З 1703 року був призначений придворним медальєром короля Фрідріха I Прусського.
За створеної між 1694 і 1715 роками серії медалей, що складається з більш ніж 200 екземплярів, - отримав звання «Імператорського привілейованого, а також королівського прусського та княжого саксен-готського медальєра». Серед  його робіт  багато його сучасників імператорів, аристократів Римських Пап та видатних людей Європи (Беме Якоб, Жана Кальвіна, Мартіна Лютера, Еразма Роттердамського, Августа Франке, Яна Гуса, Миколи Коперника, Християна Томазія та ін.), також 125 медалей, зображають видатних постатей Римської імперії  — від Юлійя Цезаря до Ромула Августа. 
У 1688 та 1702 роках виготовив дві автопортретні медалі.
Вермут був всебічно освіченою людиною для свого часу, але він мав особливість сатирично зображати проблеми (які він хотів засудити) у своїх роботах, , таких Медалей нараховують більше сотні. Зокрема, кажуть, що саксонський король Август Сильний дуже серйозно поставився до деяких із цих монет. Через це він кілька разів потрапляв у тривалі судові процеси. Він пишався тим, що міг говорити правду через такі монети та медалі, і наприкінці свого життя часто змінював своє ім’я на Оурмут (Warmuth) у зв’язку з цим. 
За оцінками спеціалістів, кількість випущених ним монет та медалей перевищила 1300 одиниць.
Окрім школи та своєї майстерні, Вермут заснував видавництво нумізматичних видань, яке також опублікувало «Саксонську медальєрну шафу Тенцеля». 
Помер 3 грудня 1739 року у  Готі.

## Роботи

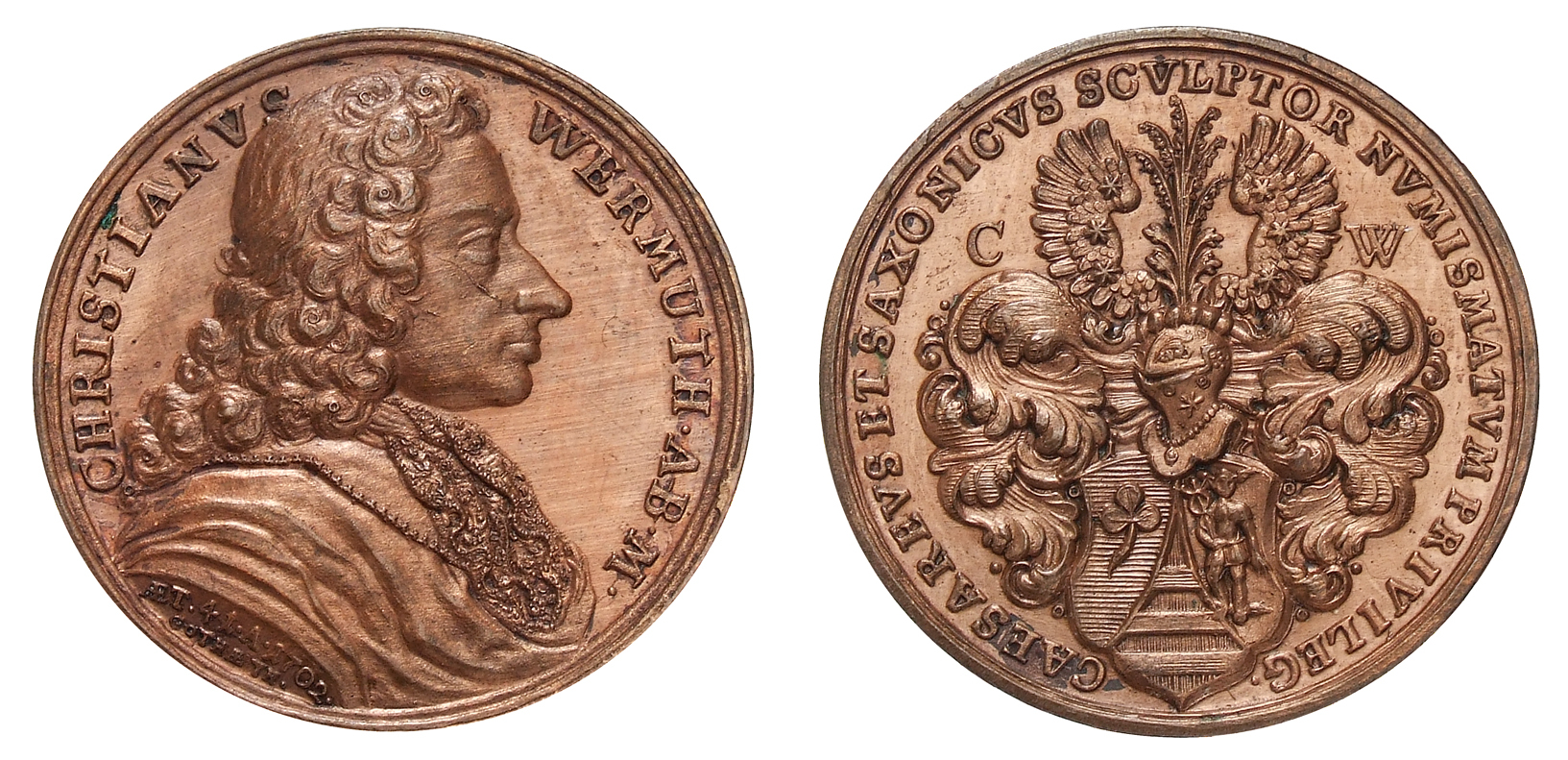
Автопортрет
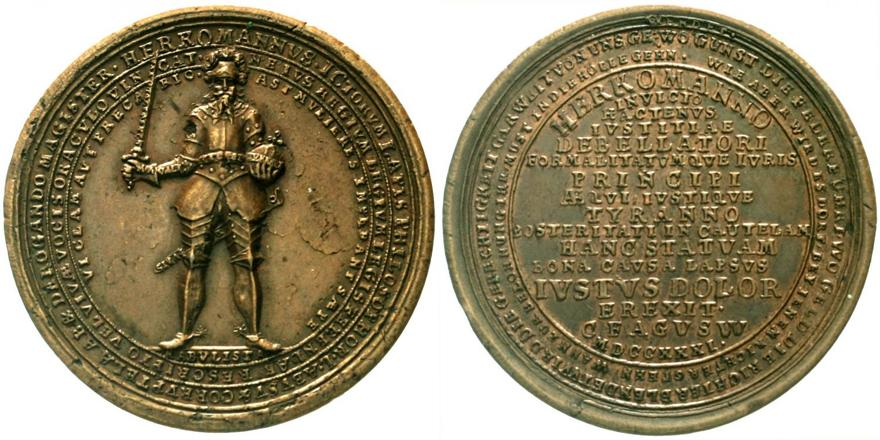
Медаль Иоганна фон Шпорка
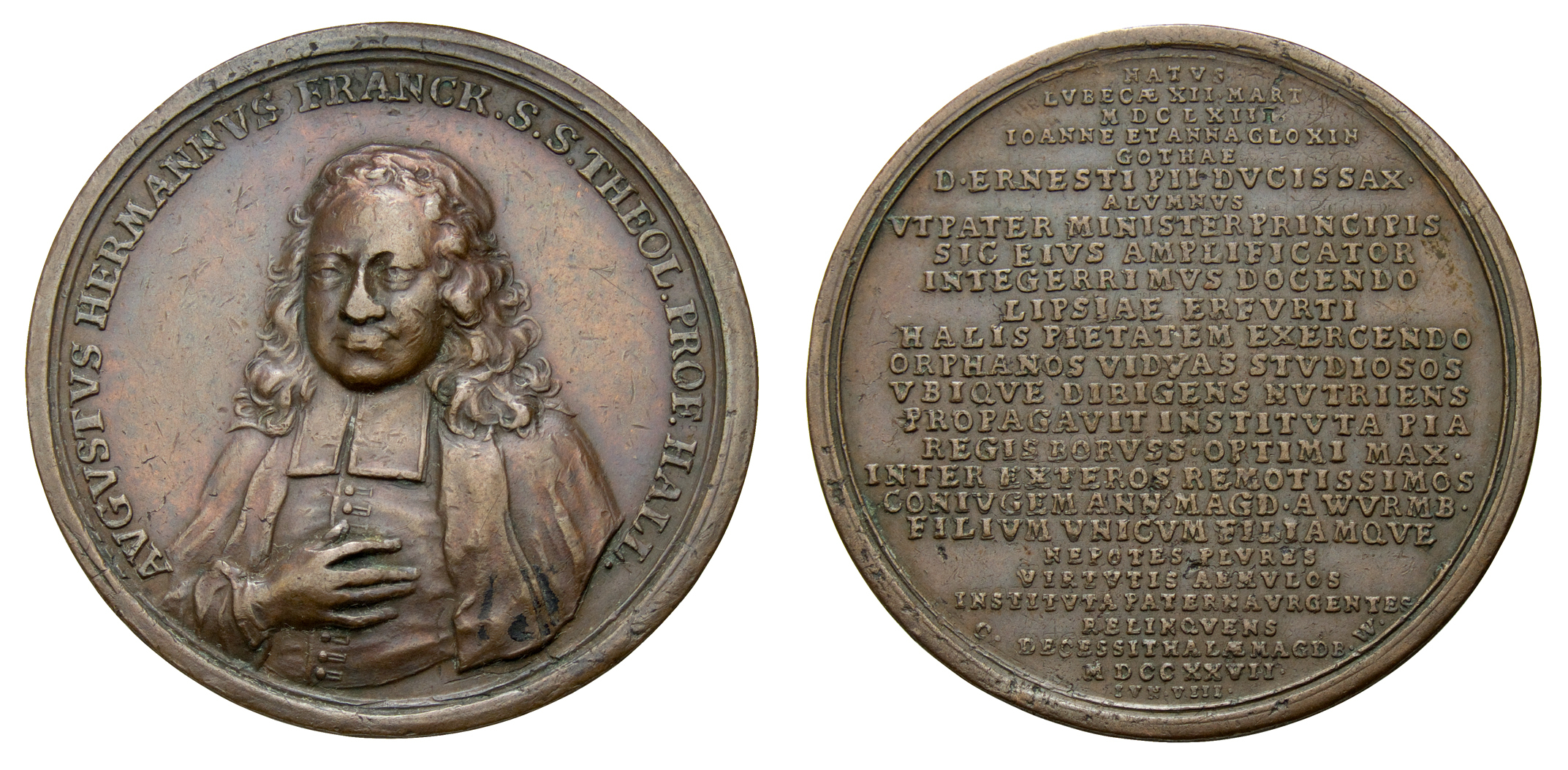
Медаль August Hermann Francke - німецький богослов і педагог, один із натхненників та активних діячів пієтистського руху
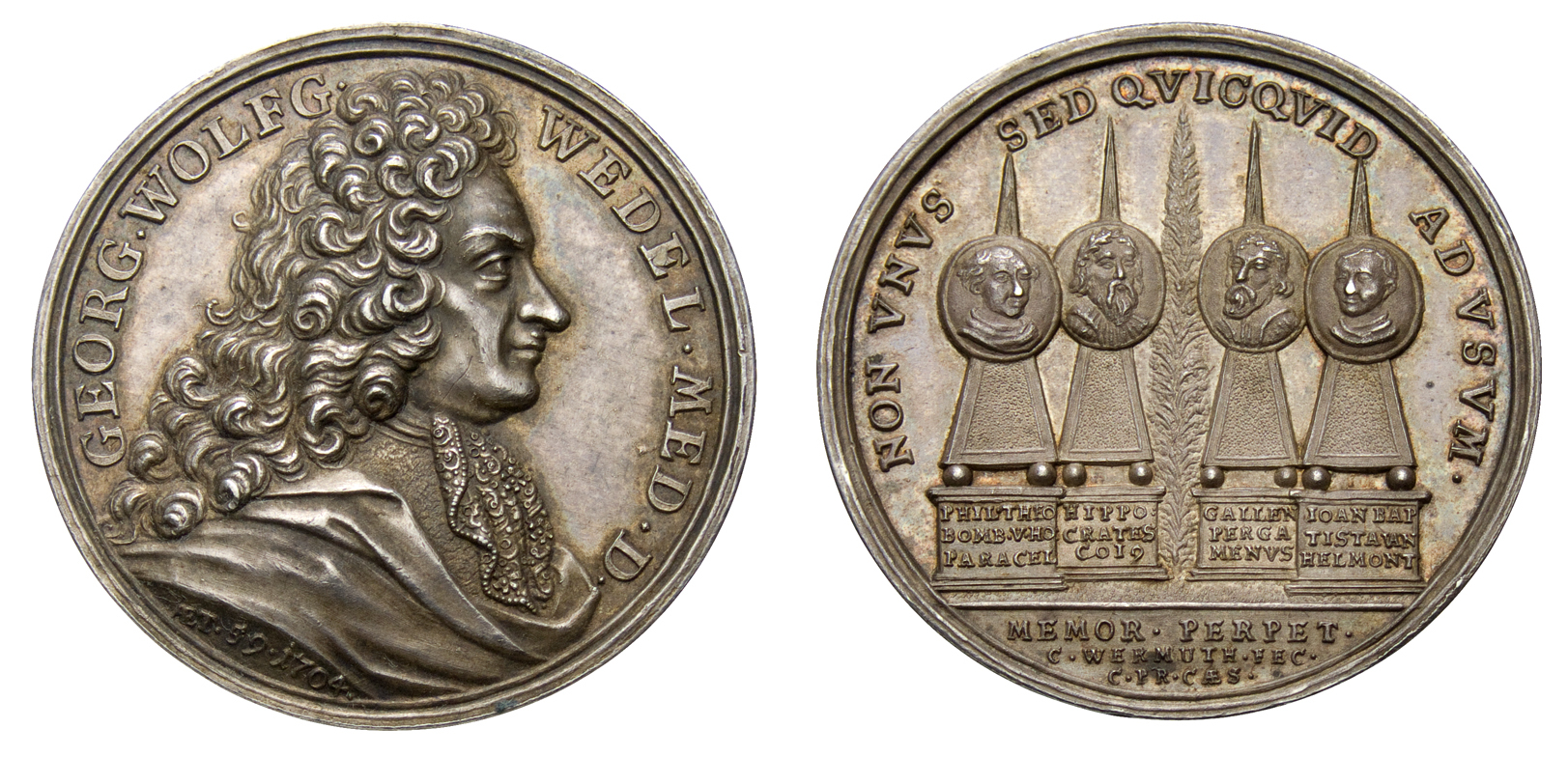
медаль Georg Wolfgang Wedel - німецький професор хірургії, ботаніки, теоретичної та практичної медицини та хімії
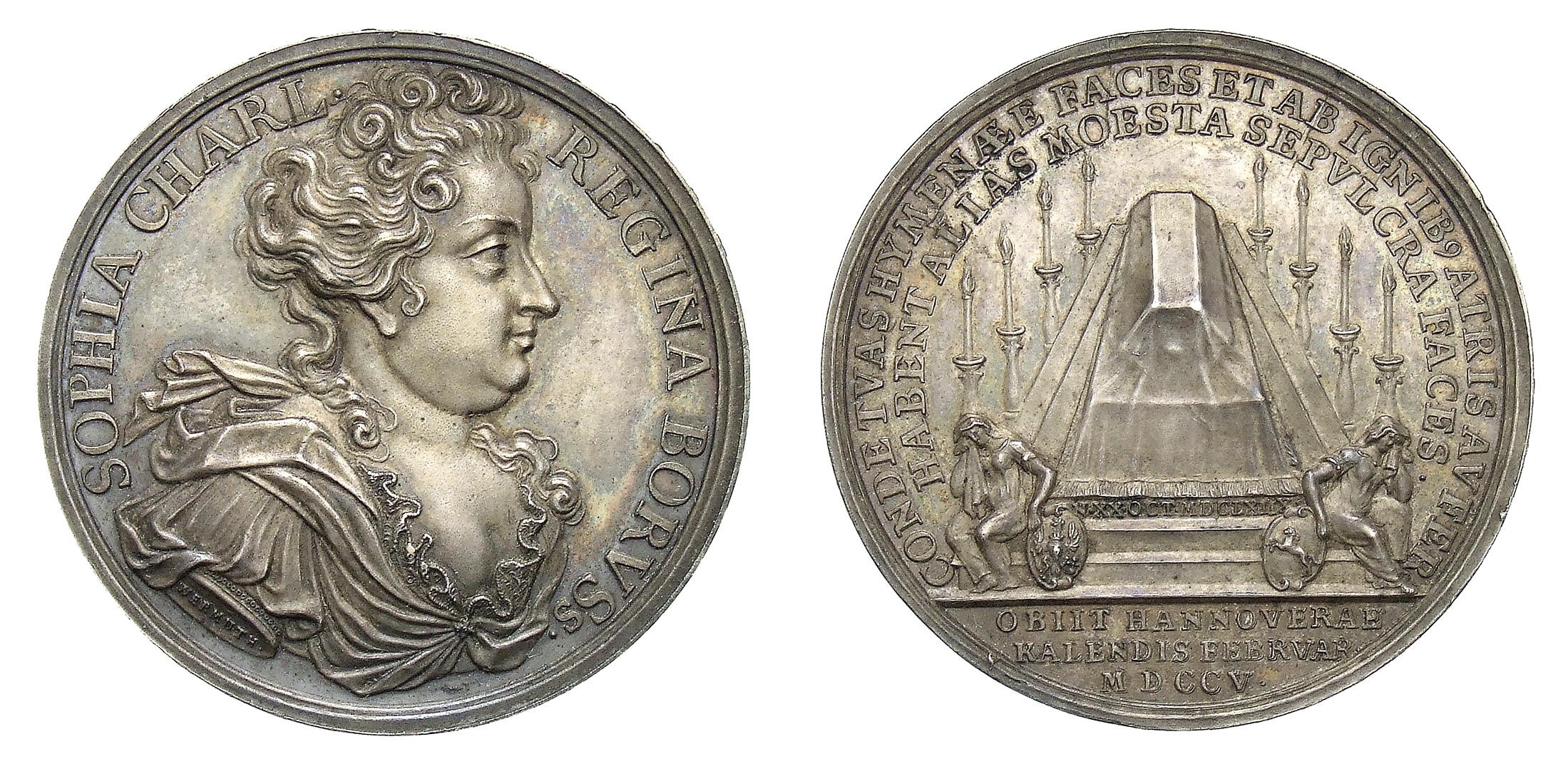
Медпль - Софія Шарлотта Мекленбург-Штреліцька - принцеса Мекленбургського дому, дружина короля Великої Британії Георга III і бабуся королеви Вікторії.
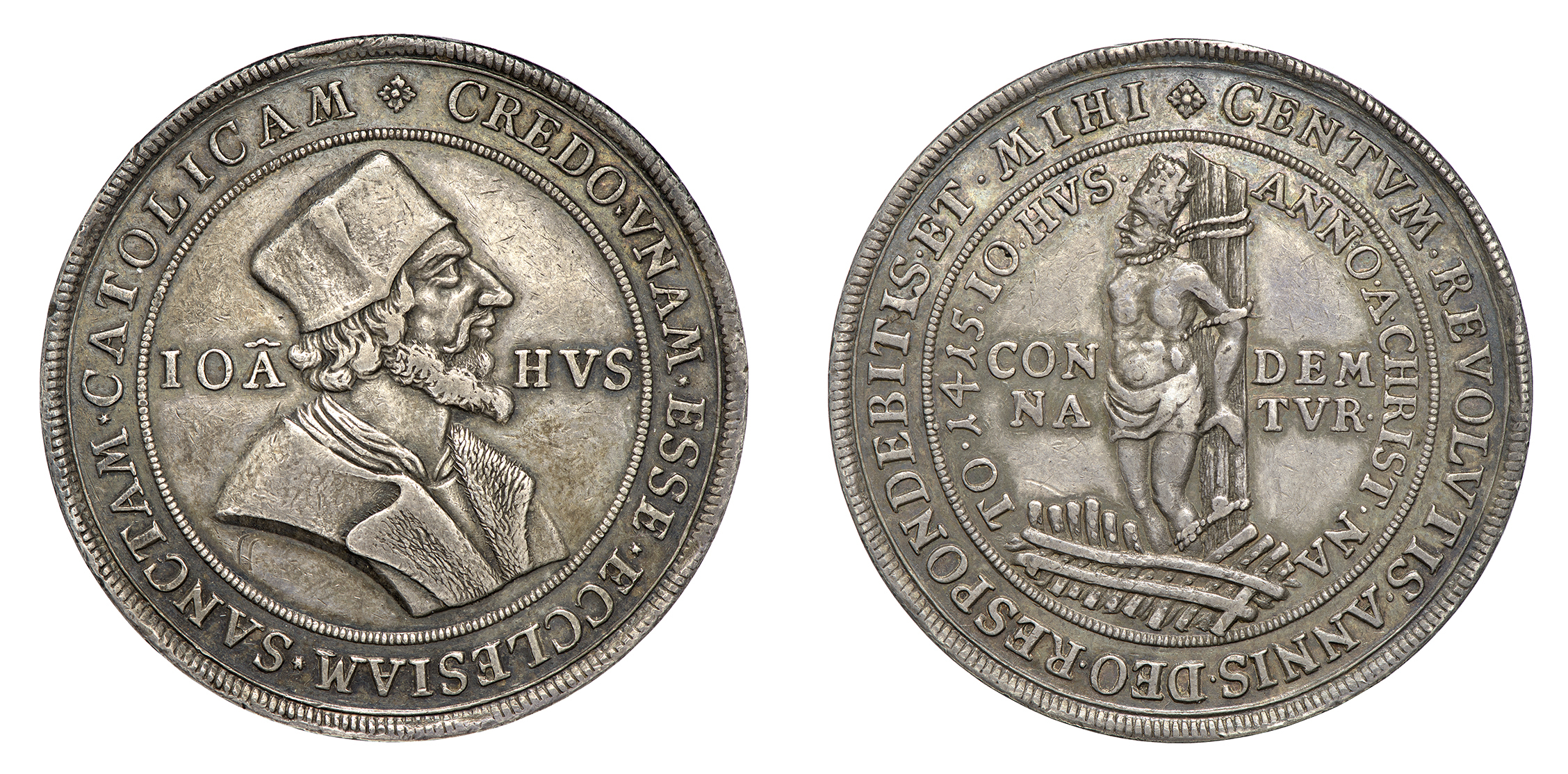
Медаль - Ян Гус - римо-католицький священник, чеський середньовічний релігійний мислитель, реформатор церкви та проповідник, національний герой. Ректор Празького університету.